# Caldas Brandão
Caldas Brandão é um município brasileiro do estado da Paraíba, localizado na Região Geográfica Imediata de João Pessoa. De acordo com o IBGE (Instituto Brasileiro de Geografia e Estatística), no ano de 2010 sua população era estimada em 5 637 habitantes. Área territorial de 56 km².

## História
O povoamento da região iniciou-se por volta de 1750, com o estabelecimento de João Gonçalves. As terras férteis atraíram outras famílias como os Caldas, os Freire, os Dantas e os Paiva, constituindo o núcleo do então povoado de Canafístula. A primeira igreja local foi construída por frades em meados de 1800.
O povoado pertencia ao município de Pilar e em 1938 passou a chamar-se Acaú. Pela lei municipal nº 2.437, de 12 de outubro de 1961 o distrito de Acaú passou a denominar-se Caldas Brandão. A emancipação veio pela lei estadual nº 3.255, de 13 de janeiro de 1965, desmembrando Caldas Brandão de Pilar, instalado em 31 de dezembro de 1966. Pela lei municipal nº 4.044, de 29 de janeiro de 1979, a sede do município de Caldas Brandão é transferida para o distrito de Cajá. Entretanto, este povoado só foi criado e anexado ao município de Caldas Brandão pela constituição estadual de 1989. Segundo a divisão territorial datada de 17 de janeiro de 1991, o município de Caldas Brandão é constituído do distrito sede, pois o distrito de Cajá não foi emancipado. Sendo assim, Caldas Brandão é o único município paraibano cuja sede está localizada no distrito.
O distrito de Cajá foi reconhecido oficialmente em 2022, como a "terra da tapioca", por lei estadual. O comércio dessa iguaria é ponto de parada às margens da BR 230. A tapioca do distrito de Cajá é conhecida por toda a Paraíba.

### Relevo
O município está inserido na unidade geoambiental da Depressão Sublitorânea, com relevo suave ondulado.

### Hidrografia
O município situa-se nos domínios da bacia hidrográfica do rio Paraíba e tem como principais cursos d’ água são o rio Gurinhém e os riachos Cipoal, Carrapato, Mocó, Timbaúba e Patu, todos perenizados. O município conta com os recursos do açude Tavares.